# 菊井維大
菊井 維大（きくい つなひろ、旧姓田中、1899年（明治32年）2月19日 - 1991年（平成3年）11月15日）は、日本の法学者。専門は民事訴訟法。東京大学名誉教授。日本学士院会員。長崎県長崎市出身。学習院大学教授の水野謙は長女の子（外孫）。加藤正治門下。弟子に三ケ月章、斎藤秀夫、大須賀虔、木澤克之など。

## 略歴
1923年（大正12年）東京帝国大学法学部卒業。
その後、東京帝国大学法学部助教授を経て、1932年（昭和7年）東京帝国大学法学部教授。1947年（昭和22年）東京大学法学部教授。
1959年（昭和34年）4月、立教大学法学部法学科教授に就任。1967年（昭和42年）立教大学総長事務取扱。
1968年（昭和43年）日本学士院会員。
1974年（昭和49年）立教大学を退職。
この他に、1947年（昭和22年）北海道大学法文学部設置に伴い、併任教授にも就任（～1954年）。

## エピソード
- 民事訴訟法、破産法の研究のため2年間ドイツに留学[2]。帰国後は、同法の分野では我が国の権威となった、主著『民事訴訟法』は、改訂を重ねながら現在も刊行されている名著。
- 北海道大学に法律系学部が初めて設置されるも教員の成り手がおらず、鈴木竹雄、田中二郎と共に菊井に併任教授としての白羽の矢が立った。菊井は東京大学に在職しながら、北海道大学で民事訴訟法を講義し、さらに、1950年北海道大学法経学部の学部長、次いで1953年北海道大学法学部の初代法学部長に就いた。また、立教大学法学部開設に伴い教授に就き、立教大学における法学教育の礎を築いた。

## 著書
- 『民事訴訟法』（日本評論社）
- 『強制執行法(総論)』（有斐閣）
- 『判例民事手続法』（弘文堂）
- 『破産法概要』（弘文堂）
- 『民事訴訟法講義』（弘文堂）
- 『仮差押・仮処分』（村松俊夫と共著、青林書院）
- 『民事訴訟法破産法』（勁草書房）

## 門下生
- 三ヶ月章
- 斎藤秀夫
- 木澤克之
- 大須賀虔